# لا بويبلا
بلدية لا بويبلا (بالإسبانية: La Puebla) هي بلدية تقع في منطقة جزر البليار شرق إسبانيا.

## الديموغرافيا
بلغ عدد سكان بلدية لا بويبلا 12.881 نسمة عام 2011 (وفقاً للمعهد الوطني للإحصاء الإسباني).
| 10.213 | 10.188 | 11.103 | 11.767 | 12.141 | 12.766 | 12.881 |

## أعلام
- لورينزو سيرا فيرير
- سيمون أندريو
- إيفان راميس
- أنتوني سيرا سيرا